# Microspathodon frontatus
Microspathodon frontatus là một loài cá biển thuộc chi Microspathodon trong họ Cá thia. Loài này được mô tả lần đầu tiên vào năm 1970.

## Từ nguyên
Tính từ định danh frontatus trong tiếng Latinh mang nghĩa là "ở trán", hàm ý đề cập đến độ cao của trán ở loài cá này so với Microspathodon chrysurus, đặc biệt là ở những cá thể lớn.

## Phạm vi phân bố và môi trường sống
M. frontatus có phạm vi phân bố ở Đông Đại Tây Dương, được tìm thấy tại đảo Bioko và đảo Annobón (Guinea Xích Đạo); bờ biển Ghana; và đảo São Tomé.
M. frontatus sinh sống tập trung gần những rạn đá ngầm và đáy biển có nhiều đá ở độ sâu đến ít nhất là 10 m.

## Mô tả
Chiều dài cơ thể tối đa được ghi nhận ở M. frontatus là 21 cm. Cá trưởng thành chỉ có một màu nâu sẫm bao phủ khắp cơ thể. Vảy cá có viền đen. Mống mắt màu xanh lam tím. Cá con có màu nâu phớt vàng. Đốm đen ở gốc vây lưng sau giáp với cuống đuôi và một đốm nhỏ hơn ở gốc vây ngực. Có nhiều chấm màu xanh lam dưới mắt và thân sau. Vây đuôi và vây lưng mềm hơi có màu vàng.
Số gai ở vây lưng: 12; Số tia vây ở vây lưng: 16–17; Số gai ở vây hậu môn: 2; Số tia vây ở vây hậu môn: 1213; Số tia vây ở vây ngực: 22–25; Số vảy ống đường bên: 22–22.

## Sinh thái học
Thức ăn của M. frontatus chủ yếu là tảo, nhưng chúng cũng ăn cả động vật giáp xác. Cá đực có tập tính bảo vệ và chăm sóc trứng.

## Thương mại
M. frontatus được đánh bắt chủ yếu để làm thực phẩm.